# 브론티스 조도로브스키

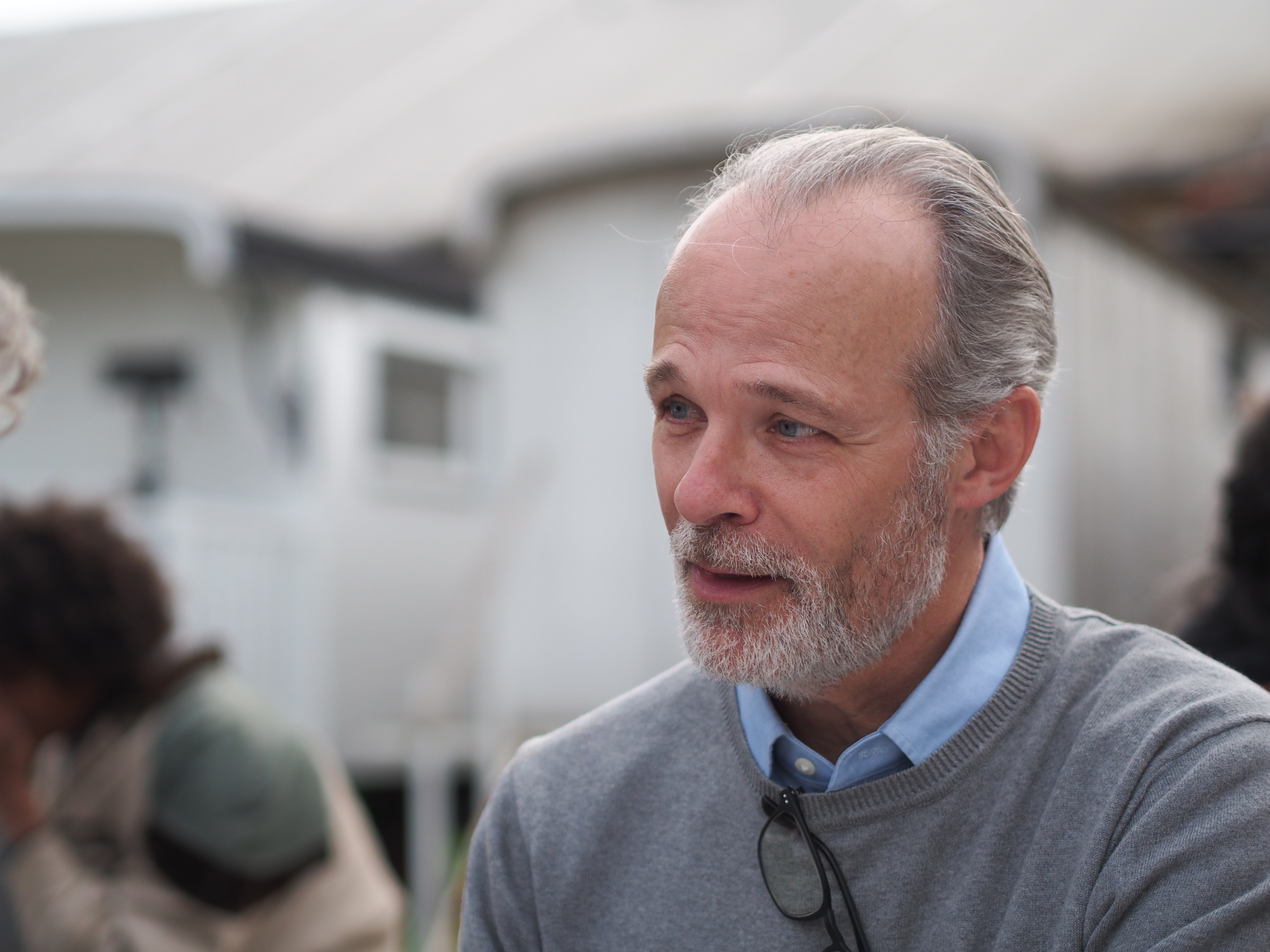

브론티스 조도로브스키(Brontis Jodorowsky, 1962년 10월 27일 ~ )는 멕시코의 배우이다.
멕시코에서 태어났다.

## 영화
- 신비한 동물들과 그린델왈드의 범죄 (2018년) - 니콜라스 플라멜 역
- 엔테베 작전 (2018년) - 바코스 역
- 더 다크니스 (2016년)
- 끝없는 시 (2016년)
- 안톤 체호프 1890 (2015년)
- 현실의 춤 (2013년) - 제이미 역
- 타우 (2012년)
- 성스러운 피 (1989년)
- 엘 토포 (1971년) - 엘 토포의 아들 역